# Hugo (bande dessinée)
Pour les articles homonymes, voir Hugo.
Hugo est une série de bande dessinée nommée d'après son héros, créé par Bédu en 1981 dans Le Journal de Tintin avec la courte histoire Le Duel. Toutes les histoires de la série n'ont pas été éditées en album mais il existe 5 albums édités chez Lombard.

## Histoire
Hugo, jeune troubadour toujours accompagné de ses acolytes Biscoto et Narcisse, va d'aventures en aventures dans un Moyen Âge fantastique, proche de l'univers de l'heroic fantasy.

## Personnages
- Hugo, troubadour aux cheveux roux, rusé, âgé d'une dizaine d'années
- Biscoto, ours vêtu d'une veste, fort et fidèle
- Narcisse, petite créature fantastique, verte, à petites ailes et à long nez, bavard, à l'accent italien; il est le destin d'Hugo
- Prune, jeune fée aux cheveux blancs

## Albums
1. Le Sortilège du haricot (janvier 1986)  (ISBN 2-8036-0542-2)
2. Le Nain de Corneloup (janvier 1987)  (ISBN 2-8036-0599-6)
3. Le Pommier de Dieu (février 1988)  (ISBN 2-8036-0686-0)
4. Le Château des mouettes (janvier 1989)  (ISBN 2-8036-0742-5)
5. La Perle bleue (octobre 1990)  (ISBN 2-8036-0835-9)

Une édition intégrale paraît en 2016. Elle comprend les cinq albums ainsi que deux histoires parues dans le Journal de Tintin.